# West Point (Illinois)
West Point – wieś w stanie Illinois w hrabstwie Hancock w Stanach Zjednoczonych.